# Храм Василия Великого (Душатин)
Храм Василия Великого (также Васильевская церковь) — храм Клинцовской епархии Русской православной церкви в селе Душатин Суражского района Брянской области. Памятник градостроительства и архитектуры регионального значения.
Построена графом Андреем Васильевичем Гудовичем в 1733 году. В 1896 году церковь пришла в ветхость и была перестроена.
Возведенный в 1896 году на месте прежнего храма 1733 года постройки. Деревянный храм крупных размеров выполнен в характерном для конца XIX века русском стиле, восходящем к традициям зодчества XVII—XVIII веков.
Фундамент церкви был заложен на возвышенном участке главной улицы села, причём на народные деньги. Построен же был стараниями местной помещицы Матвеевой. Строили долго - больше 20 лет. С храмом Василия Великого с. Душатино связано несколько судеб и родов священнослужителей.
Есть сведения, что первым настоятелем храма был протоиерей Михаил Ревский.
Священник Андрей Иванов Бонча-Бруевич, 34 лет, рукоположен в священники в 1799 г., священник Яков Афанасьев Качановский, 39 лет, рукоположен в священники из Погорских мещан Черниговского повета к Кабыжской церкви в 1802 г., а переведён к церкви Василия Великого в 1810г.
Действовал храм до 1933 года, но потом был закрыт властями. По воспоминаниям старожилов села, церковные служения не прекращались - они проходили ночью.
В 1942 году храм вновь был возвращен верующим.
Настоятелем стал Пётр Рождественский, который после смерти в 1953 году был погребён на местном кладбище.
В начале 1900-х годов в деревне Гудовке открылось начальное земское училище. В 1909 году здесь преподавал Закон Божий священник села Душатина Федор Попель.